# Klingsor (illusionist)
Klingsor, artiestennaam van Claude Isbecque (7 november 1929 – 22 oktober 2020), was een Belgisch illusionist.

## Loopbaan
Claude Isbecque was ingenieur van opleiding, maar koos voor een carrière als goochelaar. Isbecque vond België al gauw te klein en koos daarom een artiestennaam die ook in het Duits en Engels goed klonk. Van de jaren 60 tot de jaren 80 stond hij als Klingsor op talloze podia in binnen- en buitenland. Zijn internationale loopbaan nam een vlucht na zijn show in de Brusselse Folies Bergère. Zijn vrouw Solange trad mee op en vergezelde hem op zijn reizen. Klingsor had ook een Chinees alter ego: La-Kling-Sor. Tot begin 21e eeuw stond hij op de planken met zijn goochelshows. Klingsor beperkte zich echter niet tot zaaloptredens. Een bekend spektakel van Klingsor was het geblinddoekt besturen van een auto.
Isbecque was ook oprichter van de Cercle belge d'illusionnisme en redacteur van het blad Illusion. Daarnaast baatte hij een goochelwinkel uit, organiseerde congressen, wedstrijden en demonstraties. Als voorzitter van de Fédération Internationale des Sociétés Magiques (FISM) verwelkomde hij in 1979 voor het wereldkampioenschap in Brussel de top van de internationale goochelwereld.
Klingsor overleed in 2020 op 90-jarige leeftijd.